# Carla van de Puttelaar
Carla van de Puttelaar (Zaandam, 1 november 1967) is een Nederlands fotografe, gespecialiseerd in portretfotografie en kunsthistoricus. Zij studeerde van 1991 tot 1996 aan de Gerrit Rietveld Academie. Voor haar eindexamenwerk won zij de Esther Kroon prijs. In 2002 won zij een basisprijs als genomineerde voor de Prix de Rome. In 2017 verdedigde Carla van de Puttelaar aan de Universiteit Utrecht met succes haar proefschrift over Schotse portretkunst in de periode van 1644 tot 1714. Haar promotor was Rudi Ekkart. De handelseditie verscheen in december 2021 bij Brepols Publishers.
Carla van de Puttelaar maakt portretten, onder meer in opdracht van zorgverzekeraar ONVZ, maar verwierf vooral bekendheid door haar vrije werk, dat zich kenmerkt door een vervreemdende sensualiteit. Ze portretteert vooral vrouwen, waaronder naakt. Volgens eigen zeggen vindt ze haar inspiratie in de Nederlandse schilderkunst van de Gouden Eeuw, in oude portretfotografie en in de Ukiyo-e van bijvoorbeeld Utamaro. In het voorjaar van 2017 startte ze het portretproject Artfully Dressed: Women in the Art World, dat bestaat uit meer dan 550 portretten van vrouwen in de kunst wereldwijd, werkzaam in verschillende gebieden van de kunst, van verschillende leeftijden en culturele achtergronden.
Ze heeft lang alleen analoog gewerkt, maar werkt nu meer met digitale fotografie. Haar fotografie laat duidelijk details zien als een moedervlekje of de afdruk van ondergoed in de huid, deze versterken de intimiteit van de foto's. In 2004 verscheen een overzichtsboek van haar fotografie met een inleiding van Rudy Kousbroek, in 2008 publiceerde Van de Puttelaar twee nieuwe boeken, met inleidingen van Kristien Hemmerechts en Bob Frommé en meer recent zijn onder andere de volgende monografische boeken verschenen: Adornments 2017, Artfully Dressed: Women in the Art World 2019 en Brushed by Light 2020.
Haar werk is getoond vele musea en andere locaties, waaronder TEFAF en Sotheby's New York. In 2020 had ze een overzichtstentoonstelling getiteld: Brushed by Light in het National Museum of History and Art in Luxemburg, bestaande uit 78 werken gemaakt gedurende de afgelopen 22 jaar. Bij de tentoonstelling verscheen een boek met een inleiding door de vooraanstaande kunsthistoricus Rudi Ekkart. In 2021 werkte Carla van de Puttelaar samen met Iris van Herpen wat resulteerde in het project en tentoonstelling getiteld: Synergia.
In 2009 werd zij door Elsevier op plaats 51 gerangschikt in de Top-100 van Nederlandse beeldend kunstenaars. Carla van de Puttelaar won diverse prijzen, waaronder de Basisprijs Prix de Rome. Haar werken zijn gepubliceerd als boekomslagen en in tijdschriften zoals The New Yorker en The New York Times Magazine. In 2018, 2019 en 2023 was ze halvefinalist in de Kunstenaar van het Jaar-verkiezing georganiseerd door Stichting Kunstweek.